# Simon Mayr
Pour les articles homonymes, voir Mayr.
Johann Simon, dit Giovanni Simone, Mayr (né à Mendorf près d'Altmannstein (électorat de Bavière) le 14 juin 1763 et décédé à Bergame le 2 décembre 1845), est un compositeur d'origine allemande. 
Longtemps oublié, son œuvre est aujourd'hui considérée comme un chaînon significatif entre la tradition de l'opéra italien incarnée par Giovanni Paisiello et le bel canto romantique de Gioachino Rossini. Il a en outre contribué à introduire dans la musique italienne certains des apports de la musique germanique, notamment la science de l'harmonie et une attention accrue portée à l'orchestration.

## Biographie

### Formation
Né en Bavière, Mayr est le deuxième des cinq enfants d'un organiste et maître d'école de village, Joseph Mayr (1738–1807) et de sa femme Maria Anna Prantmayer, fille d'un brasseur d'Augsbourg. Son père lui donne ses premières leçons de musique, discipline pour laquelle il montre des dispositions précoces : à sept ans, il savait chanter à vue et à neuf il est déjà un pianiste confirmé, exécutant notamment les œuvres de Johann Schobert. Très jeune, il commence à composer des lieder et devient membre du chœur de l'église où son père tient l'orgue. Il poursuit l'étude de la musique très largement en autodidacte, apprenant lui-même à jouer de divers instruments à cordes et à vent. 
En 1769, il est envoyé parfaire sa formation au monastère bénédictin de Weltenbourg. Il en sort en 1774, pour entrer comme boursier chez les Jésuites d'Ingolstadt où il fait ses humanités en grammaire et en philosophie. Grâce à la protection du baron Thomas Maria de Bassus (it), il est admis à l'université d'Ingolstadt en 1777, inscrit successivement en rhétorique et en logique (1778-1779), en médecine (1780-1784) et enfin en droit (1784-1785),. Le baron de Bassus l'aurait employé comme professeur de musique dans son château de Sandersdorf (de),, et il gagnait également sa vie en tenant l'orgue dans une église. En 1786, il publie à Ratisbonne sa première partition, un recueil de 12 lieder (Lieder bei dem Clavier zu singen).
Plusieurs auteurs soutiennent que, pendant ses études à Ingolstadt, Mayr fut en relations étroites avec les Illuminés de Bavière fondés par Adam Weishaupt et le baron de Bassus, dont les doctrines, tout comme les idéaux des Lumières dont elles sont inspirées, eurent une influence sur le développement de sa carrière musicale. Mayr aurait été affilié aux Illuminati sous le nom d’Aristotiles et aurait également été franc-maçon,. 
Après avoir quitté l'université, Mayr aurait tenu l'orgue de l'église des Augustiniens d'Ingolstadt, puis de la cathédrale en 1787. En 1787 (ou 1786), il se rend en Italie pour compléter sa formation musicale. Il aurait suivi le baron de Bassus qui, après le séquestre de ses biens en Bavière, était allé s'installer en Suisse dans le canton des Grisons, à Poschiavo et, de là, serait passé en Valteline. En septembre 1787, il compose une messe et des vêpres pour la fête annuelle du sanctuaire de Tirano en Lombardie. À Bergame, il étudie auprès de Carlo Lenzi, maestro di cappella, avant d'aller à Venise en 1790, grâce à la protection du chanoine-comte Pesenti, pour étudier auprès de Ferdinando Bertoni, maître de chapelle de la Basilique Saint-Marc, composant essentiellement de la musique religieuse, notamment des oratorios pour l'hôpital des Mendicati, dont le premier s'intitule Jakob a Labano fugiens.

### Premiers opéras et premiers succès
À Venise, Mayr fait la connaissance de Piccinni, revenu dans la cité des Doges en 1793 et de Peter von Winter, qui l'encouragèrent à écrire pour la scène lyrique. C'est à la Fenice – où l'on pense qu'il devait jouer plusieurs années dans l'orchestre comme altiste – qu'il produit son premier opéra, Saffo (1794). Son deuxième ouvrage, Lodoïska (1796), sur un sujet déjà traité par Cherubini, remporte un succès honorable et son premier opera buffa, Un pazzo ne fa cento, la même année, lui apporte la reconnaissance. Son premier véritable triomphe vient avec Ginevra di Scozia, donné en 1801 à Trieste.
Bientôt, ses opéras sont représentés dans toute l'Italie et dans toute l'Europe. Il reçoit des commandes de Milan (13 opéras), de Rome, de Florence, de Naples, de Venise (31 opéras) et de nombreux autres théâtres italiens, et ses ouvrages sont donnés également à Paris, Vienne, Londres, Dresde et Berlin. Il compose quelque soixante-dix opéras dont plusieurs eurent du succès. Le plus célèbre reste Medea in Corinto (de) créé au Teatro San Carlo de Naples en 1813. 
Il épouse Angiola Venturali, fille d'un marchand vénitien, mais celle-ci meurt l'année suivante, en donnant naissance à leur enfant, qui meurt avant son premier mois. En 1804, il épouse la sœur cadette de sa première femme, Lucrezia Venturali († 1844), avec qui il eut une fille unique, Nina, en 1805, qui eut elle-même des descendants.

### L'enracinement à Bergame
En 1803, il succéda à son maître Lenzi comme maître de chapelle de la Basilique Santa Maria Maggiore de Bergame, fonction qu'il devait conserver jusqu'à sa mort, déclinant toutes les propositions qui lui furent faites pour aller occuper d'autres postes plus prestigieux qu'on lui offrit à Vienne, Saint-Pétersbourg, Lisbonne, Londres (1807), ainsi qu'à Milan, Novare, Dresde et à Paris à la cour de Napoléon Ier (1805). 
Cette stabilité fit de lui le personnage central de la vie musicale de Bergame, qui était particulièrement riche. Il y organisa des concerts, faisant notamment connaître la musique de Haydn, Mozart et Beethoven et fonda en 1805 les célèbres « Leçons charitables de musique » (Lezioni caritatevoli di musica) qui permettaient de former douze jeunes gens issus de familles pauvres. Elles permirent de découvrir le talent du jeune Gaetano Donizetti, qui lui resta toujours fidèle et ne cessa de reconnaître sa dette vis-à-vis de son ancien professeur. Ainsi, en 1840, lorsque la ville de Bergame lui rendit hommage en donnant une représentation de L'esule di Roma, Donizetti insista pour prendre Mayr dans sa loge afin que son vieux maître reçût sa part des applaudissements.
En 1809, Mayr fonda le « Pieux institut musical » (Pio istituto musicale), une institution charitable de secours aux musiciens nécessiteux et à leurs familles. En 1822, il participa à la création de l'Union philharmonique (Unione filarmonica), association de musiciens professionnels et amateurs et, en 1823, il fut élu président de l’Ateneo di scienze, lettere ed arti (Académie des sciences, lettres et arts de Bergame), poste qu'il occupa pendant une dizaine d'années.
Avec l'avènement de Rossini, les compositeurs d'opéras de la génération de Mayr se retrouvent brutalement éclipsés. Mayr se détourne progressivement de la scène lyrique pour se consacrer à nouveau à la musique sacrée et davantage à l'enseignement. D'autant plus qu'il est atteint de cataracte, il voit sa vue décliner à partir de 1822. Après une opération ratée, il devient complètement aveugle en 1826. Il donne son dernier opéra, Demetrio (de), en 1824. Il rend visite à sa sœur en Bavière en 1838, après quoi il ne quitte plus Bergame.
Il meurt d'une attaque à l'âge de 82 ans et est enterré dans la basilique de Bergame, à peu de distance de son élève Donizetti.

## Œuvres
Mayr totalise quelque 600 œuvres dont environ 70 opéras.

### Opéras
- 1794 :
  - Saffo ossia I riti d'Apollo Leucadio, dramma per musica en 2 actes, livret d'Antonio Simeone Sografi (it), Venise, Fenice, 17 février

- 1796 :
  - Lodoiska, dramma per musica en 3 actes, livret de Francesco Gonella d'après Claude-François Fillette-Loraux (d'après un roman de Jean-Baptiste Louvet de Couvray), Venise, Fenice, 26 janvier
  - Un pazzo ne fa cento (autres titres : I rivali delusi ; La contessa immaginaria), dramma giocoso en 2 actes, livret de Giuseppe Foppa d'après Il conte villano de D. Somigli, Venise, Teatro San Samuele, 8 octobre

- 1797 :
  - Telemaco nell'isola di Calipso, dramma per musica en 3 actes, livret d'Antonio Simone Sografi, Venise, Fenice, 16 janvier
  - Il segreto, Venise, Teatro (Zane a) San Moisè, 24 septembre
  - L'intrigo della lettera (autre titre : Il pittore astratto), farce en un acte, livret de Giuseppe Maria Foppa d'après L'intrigue épistolaire de Fabre d'Églantine, Venise, Teatro (Zane a) San Moisè, 24 septembre

- 1798 :
  - Avviso ai maritati, dramma giocoso en 2 actes, livret de Francesco Gonella, Venise, Teatro San Samuele, 15 janvier
  - Lauso e Lidia, dramma per musica en 2 actes, livret de Giuseppe Foppa d'après Jean-François Marmontel, Venise, Fenice, 14 février (ou 14 janvier ?)
  - Adriano in Siria, dramma per musica en 3 actes, livret de Pietro Metastasio, Venise, Teatro San Benedetto, 23 avril (ou 23 mai ?)
  - Che originali! (autres titres : Il trionfo della musica ; Il fanatico per la musica ; La musicomania), farce en 1 acte, livret de Gaetano Rossi d'après La musicomanie de Nicolas-Médard Audinot), Venise, Teatro San Benedetto, 18 octobre
  - Amor ingegnoso, farce en un acte, livret de Caterino Mazzolà (it), Venise, Teatro San Benedetto, 27 décembre
  - L'ubbidienza per astuzia, farce en un acte, livret de Caterino Mazzolà, Venise, Teatro San Benedetto, 27 décembre

- 1799 :
  - Adelaide di Guesclino, dramma di sentimento en 2 actes, livret de Gaetano Rossi d'après Voltaire, Venise, Fenice, 1er mai ; reprises : Prague et Vienne, 1802 ; Dresde, 1807 ; Amsterdam, 1817; en version allemande : Francfort-sur-le-Main, 1804 ; Hambourg, 1815 ; Wurtzbourg, 1819
  - Labino e Carlotta (autres titres : Werter e Carlotta, Sabino e Carlotta), farce en un acte, livret de Gaetano Rossi, Venise, Teatro San Benedetto, 9 octobre
  - L'avaro, farce en un acte, livret de Gaetano Rossi d'après L'Avare fastueux de Carlo Goldoni, Venise, Teatro San Benedetto, 9 octobre
  - L'accademia di musica, farce en un acte, livret de Gaetano Rossi d'après Francesco Albergati Capacelli, Venise, Teatro San Samuele, 24 novembre
  - Lodoiska [version révisée 1], dramma per musica en 2 actes, livret de Gaetano Rossi d'après Claude-François Fillette-Loraux, Milan, Teatro alla Scala, 26 décembre
  - Lodoiska [version révisée 2], opera semiseria en 2 actes, livret d'après Jean-Élie Bédéno Dejaure, Parme, 1799-1800

- 1800 :
  - Gli sciti, dramma per musica en 2 actes, livret de Gaetano Rossi d'après Les Scythes de Voltaire, Venise, Fenice, 21 février
  - La locandiera, dramma giocoso en 2 actes, livret de Gaetano Rossi d'après Carlo Goldoni, Vicence, Teatro Berico, printemps
  - Il caretto del venditore d'aceto (autres titres : L'oro fa tutto, L'acetaio, Il barile portentoso), farce en un acte livret de Giuseppe Foppa d'après La Brouette du vinaigrier de Louis-Sébastien Mercier, Venise, Teatro Sant' Angelo, 28 juin
  - L'equivoco, ovvero Le bizzarie dell'amore (autres titres : I due viaggiatori, I castelli in aria ossia Gli amanti per accidente), dramma giocoso en 2 actes, livret de Giuseppe Foppa d'après Les Châteaux en Espagne de Jean-François Collin d'Harleville, Milan, Teatro alla Scala, 5 novembre ; reprise : Venise, Teatro San Benedetto, mai 1802 ; Florence, Risoluti (Teatro di via S Maria), été 1804
  - L'imbroglione e il castiga-matti, farce en un acte, livret de Giuseppe Foppa, Venise, Teatro (Zane a) San Moisè, 19 novembre

- 1801 :
  - Ginevra di Scozia (autre titre : Ariodante), dramma serio eroico per musica en 2 actes, livret de Gaetano Rossi d'après Orlando furioso de l'Arioste, Trieste, Teatro Nuovo (opéra inaugural), 21 avril
  - Le due giornate (autre titre : Il portatore d'acqua), dramma eroicomico per musica en 3 actes, livret de Giuseppe Foppa d'après Les Deux journées de Jean-Nicolas Bouilly, Milan, Teatro alla Scala, 18 août
  - Argene, dramma eroica per musica en 2 actes, livret de Gaetano Rossi, Venise, Fenice, 16-28 décembre
  - I virtuosi (autre titre : I virtuosi a teatro), farce en un acte, livret de Gaetano Rossi, Venise, Teatro San Luca, 26 décembre

- 1802 :
  - I misteri èleusini (autres titres : Antinoo in Eleusi, Polibete), dramma per musica en 2 actes, livret de Giuseppe Bernardoni, Milan, Teatro alla Scala, 6 janvier (ou 16 janvier ?)

- 1803 :
  - Ercole in Lidia, dramma per musica en 2 actes, livret de Giovanni de Gamerra, Vienne, Burgtheater, 29 janvier
  - Gl'intrighi amorosi, Parme, carnaval
  - Le finte rivali, melodramma giocoso en 2 actes, livret de Luigi Romanelli, Milan, Teatro alla Scala, 20 août
  - Alonso e Cora, dramma per musica en 2 actes, livret de Giuseppe Bernardoni d'après Les Incas de Jean-François Marmontel, Milan, Teatro alla Scala, 26 décembre ; reprises : Vienne, 1804 ; en version allemande : Francfort-sur-le-Main, 1805 ; nouvelle version : Naples, Teatro San Carlo, 1815 ; en version allemande : Vienne, 1822 (avec compléments de musique de Joseph Weigl)

- 1804 :
  - Amor non ha ritegno (autre titre : La fedeltà delle verdove), melodramma eroicomico en 2 actes, livret de Francesco Marconi d'après La donna contraria al consiglio de Carlo Gozzi, Milan, Teatro alla Scala, 18 mai
  - Elisa ossia Il Monte San Bernardo (autre titre : Il passagio di Monte San Bernardo), dramma sentimentale per musica en un acte, livret de Gaetano Rossi d'après Eliza ou Le Voyage aux glaciers du Mont St. Bernard de Saint-Cyr, Venise, Teatro San Benedetto, 5 juillet
  - Zamori, ossia L'eroe dell'Indie, dramma serio per musica en 2 actes, livret de Luigi Prividali, Plaisance, 10 août

- 1805 :
  - Eraldo ed Emma, dramma eroico per musica en 2 actes, livret de Gaetano Rossi, Milan, Teatro alla Scala, 8 janvier
  - Di locanda in locanda e sempre in sala, farce en un acte, livret de L. Giuseppe Buonavoglia d'après D'auberge en auberge ou Les Préventions d'Emmanuel Dupaty, Venise, Teatro (Zane a) San Moisè, 5 juin
  - L'amor coniugale (autre titre : Il custode di buon cuore), farce sentimentale en un acte, livret de Gaetano Rossi d'après Léonore ou L'Amour conjugal de Jean-Nicolas Bouilly, Padoue, Teatro Nuovo, 26 juillet
  - La roccia di Frauenstein (autre titre : Gli emigrati di Franconia), melodramma eroico en 2 actes, livret de Gaetano Rossi d'après I fuorusciti d'Angelo Anelli, Venise, Fenice, 26 octobre

- 1806 :
  - Gli americani (autre titre : Idalide), melodramma eroico en 2 actes, livret de Gaetano Rossi, Venise, Fenice, 4 janvier
  - Palmira, ossia Il trionfo della virtù e dell'amore, Florence, Teatro della Pergola, automne
  - Il piccolo compositore di musica, Venise, Teatro (Zane a) San Moisè
  - Adelasia ed Aleramo (de), melodramma serio en 2 actes, livret de Luigi Romanelli, Milan, Teatro alla Scala, 26 décembre ; reprises : régulières à Milan jusqu'en 1820 ; Vienne, 1807 ; Munich, 1808 ; Londres, 1815 ; version allemande : Budapest, 1808 ; Berlin, 1811

- 1807 :
  - Belle ciarle e tristi fatti (autre titre : L'imbroglio contro l'imbroglio), dramma giocoso en 2 actes, livret d'Angelo Anelli, Venise, Fenice, 11 janvier (ou novembre ?)
  - Nè l'un, nè l'altro, dramma giocoso en 2 actes, livret d'Angelo Anelli, Milan, Teatro alla Scala, 17 août

- 1808 :
  - I cherusci, dramma per musica en 2 actes, livret de Gaetano Rossi, Rome, Teatro Argentina, carnaval
  - Il vero originale, burletta per musica en 2 actes, livret de Michelangelo Prunetti, Rome, Teatro Valle, 27 février
  - La finta sposa ossia Il barone burlato, Rome, Teatro Valle, printemps
  - Il ritorno di Ulisse, azione eroica per musica en 2 actes, livret de Luigi Prividali Venise, Fenice, 26 décembre

- 1809 :
  - Il matrimonio per concorso, Bologne, carnaval
  - Raùl di Crequi, melodramma serio en 2 actes, livret de Luigi Romanelli d'après Raoul, Sire de Créqui de Monvel, Milan, Teatro alla Scala, 26 décembre

- 1810 :
  - Amore non soffre opposizione, dramma giocoso en 2 actes, livret de Giuseppe Foppa, Venise, Teatro (Zane a) San Moisè, 24 février

- 1811 :
  - L'amor filiale (autre titre : Il disertore), farsa sentimentale en un acte, livret de Gaetano Rossi d'après Le Déserteur de Michel-Jean Sedaine, Venise, Teatro (Zane a) San Moisè, 11 février
  - Il sacrifizio d'Ifigenia, azione seria drammatica per musica en 2 actes, livret de Cesare Arici (de) d'après François-Louis Gand Le Bland du Roullet, Brescia, Teatro Grande, 13 avril ; reprise sous le titre Ifigenia in Aulide, Palerme, Teatro Carolino, 1820

- 1812 :
  - Tamerlano, melodramma serio en 2 actes, livret de Luigi Romanelli d'après L'Orphelin de la Chine de Voltaire et Tamerlan d'Étienne Morel de Chédeville, Milan, Teatro alla Scala, 26 décembre

- 1813 :
  - La rosa bianca e la rosa rossa (autre titre : Il trionfo dell'amicizia), melodramma eroico en 2 actes, livret de Felice Romani d'après La Rose blanche et la rose rouge de René-Charles Guilbert de Pixerécourt, Gênes, Teatro Sant' Agostino, 21 février
  - Medea in Corinto (de), melodramma tragico en 2 actes, livret de Felice Romani d'après Medea in Corinto de Domenico Morosini, Naples, Teatro San Carlo, 28 novembre ; reprise : Milan, Teatro alla Scala, 1823 ; reprises régulières en Italie jusqu'en 1829 ; Dresde, 1821 ; Paris, 1823-1826 ; Londres, 1826-1837 ; dernière représentation au XIXe siècle : Londres, 1850

- 1814 :
  - Elena (autre titre : Elena e Costantino), dramma eroicomico per musica en 2 actes, livret d'Andrea Leone Tottola, Naples, Teatro (San Giovanni) dei Fiorentini, 28 janvier
  - Atar, ossia Il serraglio d'Ormus (autre titre : Il serraglio d'Osmano), melodramma serio en 2 actes, livret de Felice Romani d'après Tarare de Beaumarchais, Gênes, Teatro San Agostino, 18 juin
  - Le due duchesse, ossia La caccia dei lupi (autre titre : Le due amiche), dramma semiserio per musica en 2 actes, livret de Felice Romani d'après Edgar ou La chasse aux loups de Louis-Charles Caigniez, Milan, Teatro alla Scala, 7 novembre

- 1815 :
  - Cora [rev. : Alonso e Cora], dramma per musica en 3 actes, livret du marquis Francesco Maria Berio di Salsa (ca) d'après Les Incas de Jean-François Marmontel, Naples, Teatro San Carlo, 26 mars

- 1817 :
  - Mennone e Zemira (titre initial : La figlia dell'aria, ossia La vendetta di Giunone), dramma per musica en 3 actes, livret de Gaetano Rossi, Naples, Teatro San Carlo, 22 mars
  - Amor avvocato, commedia per musica en un acte, Naples, Teatro (San Giovanni) dei Fiorentini, printemps
  - Lanassa, livret de Gaetano Rossi et Bartolomeo Merelli d'après La Veuve du Malabar d'Antoine-Marin Lemierre, Venise, Fenice, 26 décembre

- 1818 :
  - Le danaide (autre titre : Danao), tragedia lirica en 2 actes, livret de Luigi Romani, Rome, Teatro Argentina, 26 décembre

- 1819 :
  - Alfredo il grande, re degli Anglo Sassoni, melodramma serio en 2 actes, livret de Bartolomeo Merelli d'après Eraldo ed Emma de Gaetano Rossi, Bergame, Teatro della Società, 26 décembre

- 1820 :
  - Fedra (de), melodramma serio en 2 actes, livret de Luigi Romanelli d'après Phèdre de Jean Racine, Milan, Teatro alla Scala, 26 décembre

- 1823 :
  - Demetrio (de), dramma per musica en 2 actes, livret de L. P. Feys (?) d'après Pietro Metastasio, Turin, Teatro Regio, 27 décembre

### Musique vocale profane

#### Cantates profanes
- Femio, ossia La musica custode della fede maritale, cantate à trois voix et orchestre, texte de Francesco Boaretti, Venise, 1791
- Ero, cantate pour voix et orchestre, texte de Giuseppe Foppa, Venise, 1793
- Temira e Ariostoo, cantate à quatre voix et orchestre, Venise, 1795
- Apelle e Campase, Venise, 1795 (perdue)
- Le sventure di Leandro, cantate à une voix, chœur et orchestre, texte de la comtesse Velo, Vicence, 1797
- Traiano all'Eufrate, cantate à trois voix, chœur et orchestre, texte d'Angelo Anelli, Milan, 1807
- Alcide al bivio, cantate pour plusieurs voix et orchestre, Bergame, 1809
- Cantata per la morte di Haydn, cantate pour ténor, plusieurs voix et orchestre, Bergame, 1809
- Cantata per le nozze di Napoleone con Maria Luisa d'Austria, cantate à trois voix, chœur et orchestre, texte du comte Carrara-Spinelli, Bergame, 1810
- Ferramondo, cantate pour voix, chœur et orchestre, texte du comte Carrara-Spinelli, Bergame, 1810
- Cantata per la nascita del re di Roma, cantate à trois voix, chœur et orchestre, Bergame, 1811
- Numa Pompilio, cantate pour voix, chœur et orchestre, texte de Muletti, Bergame, 1811
- Cantata per la nascita del re di Roma, cantate pour soprano, harpe et orchestre, Bergame, 1811
- Egeria, cantate pour voix, chœur et orchestre, texte de C. Arici, Brescia, 1816
- Annibale, cantate pour ténor et orchestre, Bergame, 1816
- Lo spavento, cantate pour ténor et orchestre, Bergame, 1816
- La tempesta, cantate pour ténor et orchestre, Bergame, 1816
- Le feste d'Ercole, cantate pour voix, chœur et orchestre, Bergame, 1816
- L'armonia, Bergame, 1816
- Il sogno di Partenope, melodramma allegorico, texte d'Urbano Lampredi, Naples, 1817
- Arianna e Bacco, cantate pour voix, chœur et orchestre, Bergame, 1817
- Arianna e Nasso, cantate pour une voix et orchestre, Naples, 1818
- Cantata per la morte di Antonio Capuzzi, cantate pour 2 voix, chœur et orchestre, texte de Muletti, Bergame, 1818
- Inno a Pallade, texte de Vincenzo Monti, Milan, 1820 (perdue)
- Piccola cantata, cantate pour 3 voix, chœur et orchestre, Bergame, 1822
- Innalzamento al trono del giovane re Gioas, cantate pour soprano, ténor, basse et orchestre, 1822
- La vita campestre, cantate pour ténor et orchestre, Bergame, 1823
- L'autunno, 1824
- L'armonia, cantate dramatique, Bergame, Teatro Ricciardi, 1825
- Cantata per la morte di Beethoven, cantate pour une voix, chœur et orchestre, Bergame, 1827
- Schiera di fausti eventi, cantate pour 4 voix, chœur et orchestre, Bergame, 1838
- 5 autres cantates pour plusieurs solistes
- 31 autres cantates pour une voix

#### Autre musique vocale profane
- 40 chansons, mélodies, arias
  - 12 Lieder (1786, Ratisbonne)
  - 12 ballades vénitiennes (1797, Londres)
  - 6 canzonette et duettini (Vienne)
  - Canzoni italiane e tedesche

### Musique sacrée

#### Oratorios et drames sacrés
- Iacob e Labano fugiens, oratorio en latin, livret de Giuseppe Foppa, Venise, 1791
- Sisara, oratorio en latin, livret de Giuseppe Foppa, Venise, 1793
- Tobia, o Tobiae matrimonium, oratorio en latin, Venise, 1794
- La Passione, oratorio en italien, Forlì, 1794
- David in spelunca Engeddi, oratorio en latin et italien, pour cinq solistes féminins, chœur et orchestre, livret de Giuseppe Foppa, Venise, 1795
- Il sacrificio di Iefte, oratorio en italien, Forlì
- Il ritorno di Jefte, o Il voto incauto, oratorio en italien, livret de Jacopo Ferretti, Rome, 1814 (perdu)
- Gioas salvato, oratorio en italien, Palerme, 1816-17 (perdu)
- Ifigenia in Tauride, azione sacra drammatica per musica in forma scenica, d'après Apostolo Zeno, Florence, 1817 (perdu)
- Samuele, oratorio en deux parties en italien, livret de Bartolomeo Merelli, Bergame, 1821
- Atalia (de), dramma sacro per musica con apparato scenico, livret de Felice Romani, Naples, 1822
- San Luigi Gonzaga, oratorio en italien, livret de P. Cominazzi, Bergame, 1822

#### Autre musique sacrée
- 18 messes dont :
  - Messe en do mineur pour solistes, chœur et orchestre, 1826
- 7 requiems dont :
  - Grande Messa da Requiem, 1815
- 277 mouvements de messe
- 28 mouvements de requiem
- 111 mouvements de messes funèbres
- 159 mouvements de vêpres
- 43 hymnes
- 14 antiennes
- 29 compositions pour la Semaine Sainte
- 13 motets
- 11 divers

### Musique instrumentale

#### Musique symphonique
- 57 symphonies
- 2 symphonies concertantes
- 2 concertos pour pianoforte
- 2 ballets
- 3 intermezzos
- 3 marches

#### Musique de chambre
- 3 sonates pour pianoforte et autres instruments
- 8 sonates à 6 pour instruments à vent
- 13 septuors pour instruments à vent
- 3 octuors pour instruments à vent
- 2 septuors pour cordes et vents
- Quintette à cordes
- 12 Bagatelles, pour vents.

#### Œuvres pour clavier
- 4 sonates
- 10 symphonies
- 58 études
- 10 divertimenti
- Sonate pour orgue
- 2 symphonies pour orgue

## Postérité
- En 1875, Bergame rendit un hommage solennel et simultané à Donizetti et Mayr, à l’occasion du transfert de leurs cendres dans la Basilique de Santa Maria Maggiore. Amilcare Ponchielli composa une cantate à cette occasion.
- La ville d'Ingolstadt s'attache à la préservation de la mémoire de Mayr. En 1998, elle a ainsi produit l'opéra bouffe Che Originali !, représenté au théâtre d'Ingolstadt et au château de Sandersdorf[1]. En 1995, une Société internationale Simon Mayr a été fondée à Ingolstadt[1].